# Josenii Bârgăului
Josenii Bârgăului è un comune della Romania di 5214 abitanti, ubicato nel distretto di Bistrița-Năsăud, nella regione storica della Transilvania.
Il comune è formato dall'unione di 4 villaggi: Josenii Bârgăului, Mijlocenii Bârgăului, Rusu Bârgăului, Strâmba.